# Erythemis attala
Erythemis attala is een libellensoort uit de familie van de korenbouten (Libellulidae), onderorde echte libellen (Anisoptera).
De wetenschappelijke naam Erythemis attala is voor het eerst geldig gepubliceerd in 1857 door Selys in Sagra.